# Hejter
Rede de Ódio (Hejter, em polonês / The Hater, em inglês) é um filme de thriller e drama polonês de 2020, dirigido por Jan Komasa e escrito por Mateusz Pacewicz . A trama gira em torno de um estudante expulso da universidade de Varsóvia que tenta comandar a Internet, causando ódio e violência generalizados. Ele estreou em 6 de março de 2020 na Polônia e ganhou o prêmio de melhor longa narrativa internacional no Festival de Cinema de Tribeca.
Apesar de fictício, o filme se relaciona a situações da vida real, como o uso do Twitter e outras redes sociais para manipular psicologicamente os usuários e navegar na opinião pública. É uma representação de como o ódio impulsionado pela internet pode levar a graves consequências e casualidades na vida real. Três semanas após o término das filmagens, Paweł Adamowicz, prefeito de Gdańsk e político liberal frequentemente alvo de inimigos online, foi esfaqueado até a morte durante um evento de caridade transmitido ao vivo.

## Enredo
Tomasz Giemza, um estudante de direito que foi expulso a universidade, é obcecado pela família progressista e de classe alta Krasucki, ele trabalha em uma empresa de relações públicas. O que parecia ser apenas mais uma tarefa acaba sendo uma fazenda de trolls em desenvolvimento acelerado, onde ele se destaca no negócio de espalhar notícias falsas e ódio on-line atacando personalidades famosas, celebridades da Internet e políticos. Com o tempo, Tomasz começa a usar suas habilidades recém-adquiridas para perseguir, assediar e, por fim, controlar os Krasuckis.

## Elenco
- Maciej Musiałowski como Tomasz Giemza
- Vanessa Aleksander como Gabriela 'Gabi' Krasucka
- Agata Kulesza como Beata Santorska
- Danuta Stenka como Zofia Krasucka
- Jacek Koman como Robert Krasucki
- Maciej Stuhr como Paweł Rudnicki
- Adam Gradowski como Stefan 'Guzek' Guzkowski

## Produção
A filmagem começou em 28 de outubro de 2018 e terminou em 22 de dezembro. Foi filmado principalmente em Varsóvia e seus arredores.
Rede de Ódio é considerado uma sequência ou um spin-off do filme de 2011 de Jan Komasa, Suicide Room.

### Assassinato de Paweł Adamowicz
Em 13 de janeiro de 2019, Paweł Adamowicz, prefeito liberal de Gdańsk, no norte da Polônia, foi esfaqueado no coração enquanto discursava no palco no evento da Grande Orquestra de Caridade Natalina . Ele foi levado ao Centro Clínico da Universidade de Gdańsk em estado crítico, onde foi submetido a uma cirurgia de cinco horas de duração. Ele morreu no dia seguinte. O assassino detido era um homem de 27 anos que era um crítico árduo do partido liberal e democrático Plataforma Cívica de que Adamowicz era membro. A polícia confirmou que ele era amplamente ativo nas mídias sociais.
O filme traçou paralelos notáveis e inesperados com o ataque a Adamowicz. Da mesma maneira que o personagem fictício Rudnicki, Paweł Adamowicz foi alvo de longa data de uma devastadora campanha de discurso de ódio abastecida por políticos provenientes de círculos de extrema direita e nacionalistas.

## Recepção crítica
O filme foi criticado positivamente por públicos e críticos - Ola Salwa, da Cineuropa, declarou: "Rede de Ódio é uma história emocionante de um anti-herói e da sobrevivência do mais forte, o que, nesse caso, significa aqueles que têm fortes e ágeis polegares e dedos indicadores". Brian Tallerico, de Roger Ebert, elogiou a interessante narrativa moral do filme. O New York Times e Variety criticaram positivamente o enredo, afirmando que "efetivamente integra preocupações sobre quão facilmente as pessoas são manipuladas".

## Prêmios
Rede de Ódio estreou no Festival de Cinema de Tribeca no Concurso Internacional de Narrativas e ganhou o prêmio de Melhor Filme Narrativo Internacional. O júri era formado por profissionais do cinema, entre os quais Danny Boyle e William Hurt .